# Eastside
〈Eastside〉是美国音乐制作人本尼·布兰科和美国歌手海尔希、哈立德合作的一首歌曲。该曲于2018年7月12日作为本尼·布兰科的第一首单曲发行，并于《公告牌》同月18日发布的百强单曲榜中以56名的成绩初次上榜。该曲在此榜的最高排名达到了第9名，是布兰科的第一首达到前十名的署名单曲，也是他以词曲作者的身份获得的第27首前十单曲，最终该曲在榜52周。此外，该曲在公告牌的主流四十强单曲榜上在榜45周，打平了该榜的最长在榜记录。该曲还在英国、爱尔兰、新西兰和新加坡的榜单夺冠，在澳大利亚和丹麦的榜单最高达到第二的名次。

## 词曲
原版的〈Eastside〉采用A大调，速度为88BPM，和弦走向为F♯m–E–A–D–E。这首歌的进行基于一个“朦胧的”吉他拨弦重复段。Eastside的歌词讲述了一段被禁止的恋情的发展与错综复杂；它也探讨了关于成熟的话题，类似于一个成长故事。

## 发行
2018年7月12日，在苹果音乐的电台Beats 1接受贊恩·羅威的采访时，布兰科首次播放了这首歌曲。该曲随后同时以流媒体和数字下载的形式发行，音乐录影带也在同日发行。

## 现场表演
布兰科、海尔希和哈立德在2018年全美音乐奖一个被布置成卧室样式的舞台上表演了这首歌曲，海尔希也在她2018年的巡演中独唱了这首歌。2019年2月，海尔希在周六夜现场上演唱了整首歌曲——在这场表演中，她一边演唱一边在舞台的地板上作画，完成了一幅女性的头像。

## 榜单成绩
| 榜单（2018–2019）                        | 位次 |
| ---------------------------------------- | ---- |
| 澳大利亚（澳大利亚唱片业协会單曲榜）     | 2    |
| 奥地利（Ö3四十强单曲榜）                 | 12   |
| 比利时佛兰德（Ultratop五十强单曲榜）     | 28   |
| 比利时瓦隆（Ultratop五十强单曲榜）       | 30   |
| 加拿大（Canadian Hot 100）               | 6    |
| 加拿大（《告示牌》Canada AC）            | 38   |
| 加拿大（《告示牌》Canada CHR）           | 2    |
| 加拿大（《告示牌》Canada Hot AC）        | 9    |
| 克罗地亚（克罗地亚广播电视台）           | 26   |
| 捷克（百強數位單曲榜）                   | 9    |
| 丹麦（Tracklisten）                      | 2    |
| 法国（法國唱片出版業公會）               | 97   |
| 15                                       |      |
| 希臘（國際唱片業協會希臘分會國際單曲榜） | 13   |
| 匈牙利（四十強單曲榜）                   | 34   |
| 匈牙利（四十強串流榜）                   | 9    |
| 爱尔兰（愛爾蘭唱片音樂協會单曲榜）       | 1    |
| 意大利（意大利音乐产业联盟）             | 59   |
| 拉脱维亚（拉脱维亚四十强单曲榜）         | 6    |
| 黎巴嫩（黎巴嫩官方二十强榜）             | 1    |
| 马来西亚（馬來西亞唱片業協會）           | 4    |
| 荷兰（荷蘭四十強單曲榜）                 | 20   |
| 荷兰（百强单曲榜）                       | 21   |
| 新西兰（新西兰唱片音乐协会）             | 1    |
| 挪威（VG-lista單曲榜）                   | 3    |
| 葡萄牙（葡萄牙唱片業協會单曲榜）         | 7    |
| 罗马尼亚（电台百强单曲榜）               | 69   |
| 蘇格蘭（官方榜单公司單曲榜）             | 4    |
| 新加坡（新加坡唱片業協會）               | 1    |
| 斯洛伐克（電台百強單曲榜）               | 23   |
| 斯洛伐克（百強數位單曲榜）               | 8    |
| 斯洛文尼亚（斯洛文尼亚五十强榜单）       | 22   |
| 西班牙（西班牙音乐制作协会）             | 62   |
| 瑞典（瑞典最热榜）                       | 7    |
| 瑞士（瑞士热门音乐榜）                   | 22   |
| 英國（官方榜单公司單曲榜）               | 1    |
| 美国（《告示牌》百大單曲榜）             | 9    |
| 美國（《告示牌》成人當代單曲榜）         | 21   |
| 美國（《告示牌》Adult Pop Airplay）      | 1    |
| 美國（《告示牌》Pop Airplay）            | 1    |
| 美國（《告示牌》Rhythmic Songs）         | 19   |
| 美国（《滾石》百大單曲榜）               | 70   |

| 榜单（2018）                         | 位次 |
| ------------------------------------ | ---- |
| 澳大利亚（澳大利亚唱片业协会单曲榜） | 10   |
| 奥地利（Ö3四十强单曲榜）             | 32   |
| 比利时佛兰德（Ultratop五十强单曲榜） | 93   |
| 加拿大（加拿大百强单曲榜）           | 60   |
| 丹麦（Tracklisten）                  | 19   |
| 爱沙尼亚（IFPI）                     | 31   |
| 德国（官方德国榜单）                 | 57D  |
| 爱尔兰（爱尔兰唱片音乐协会）         | 13   |
| 荷兰（荷兰四十强单曲榜）             | 99   |
| 荷兰（百强单曲榜）                   | 54   |
| 新西兰（新西兰唱片音乐协会）         | 16   |
| 瑞典（瑞典最热榜）                   | 56   |
| 瑞士（瑞士热门音乐榜）               | 69   |
| 英国（官方榜单公司单曲榜）           | 19   |
| 美国（《告示牌》百强单曲榜）         | 77   |
| 美国（《告示牌》主流四十强单曲榜）   | 47   |

## 认证
| 地區                                                       | 认证    | 认证单位/销量 |
| ---------------------------------------------------------- | ------- | ------------- |
| 澳大利亚（澳大利亚唱片业协会）                             | 7× 白金 | 490,000‡      |
| 比利时（比利時唱片音樂協會）                               | 金      | 10,000‡       |
| 加拿大（加拿大音乐协会）                                   | 5× 白金 | 0*            |
| 丹麦（國際唱片業協會丹麥分會）                             | 白金    | 90,000‡       |
| 法国（法國唱片出版業公會）                                 | 金      | 100,000‡      |
| 德国（聯邦音樂產業協會）                                   | 金      | 200,000‡      |
| 新西兰（新西兰唱片音乐协会）                               | 3× 白金 | 90,000‡       |
| 挪威（國際唱片業協會挪威分会）                             | 白金    | 60,000‡       |
| 瑞典（瑞典唱片業協會）                                     | 白金    | 8,000,000†    |
| 英国（英国唱片业协会）                                     | 2× 白金 | 1,200,000‡    |
| 美国（美國唱片業協會）                                     | 2× 白金 | 2,000,000‡    |
| *僅含認證的實際銷量 ^僅含認證的出貨量 ‡僅含認證的+實際銷量 |         |               |

## 发行历史
| 地区     | 日期          | 形式         | 唱片公司                    | 参考   |
| -------- | ------------- | ------------ | --------------------------- | ------ |
| 多数国家 | 2019年7月12日 | 数字下载     | Friends Keep Secrets 新视镜 |        |
| 美国     | 2018年7月24日 | 当代流行电台 | 新视镜                      | [ 81 ] |
| 美国     | 2018年7月24日 | 节奏当代电台 | 新视镜                      | [ 82 ] |
| 意大利   | 2018年7月27日 | 当代流行电台 | 环球音乐                    | [ 83 ] |